# Alfred Edward Taylor
Alfred Edward Taylor (* 22. Dezember 1869 in Oundle; † 31. Oktober 1945 in Edinburgh) war ein britischer Moralphilosoph.
Taylor lehrte von 1896 bis 1903 Griechisch und Philosophie an der University of Manchester. 1903 übernahm er die Frothingham-Professur an der McGill University in Montreal, 1908 wechselte er auf den Lehrstuhl für Moralphilosophie an die University of St Andrews. Von 1924 bis 1944 lehrte er an der University of Edinburgh. 
Er galt als profunder Kenner von Platon und Aristoteles. Taylor erhielt zahlreiche Ehrungen und Ehrendoktorwürden; 1911 wurde er Ehrenmitglied der British Academy. Von 1928 bis 1929 war er Präsident der Aristotelian Society. 1934 wurde er als korrespondierendes Mitglied in die Preußische Akademie der Wissenschaften aufgenommen.
Zu seinem Gedenken findet seit 1995–1996 an der Universität Edinburgh alljährlich eine Gastvorlesung zur antiken Philosophie statt.